# الاهروم (تعز)
الاهروم هي إحدى قرى الجمهورية اليمنية. وهي تتبع جغرافيًا لمحافظة تعز. وإداريًا لمديرية التعزية. يبلغ تعداد سكانها 2880 نسمة حسب الإحصاء الذي جرى عام 2004.